# Riedelia suborbicularis
Riedelia suborbicularis är en enhjärtbladig växtart som beskrevs av Pieter van Royen. Riedelia suborbicularis ingår i släktet Riedelia och familjen Zingiberaceae. Inga underarter finns listade i Catalogue of Life.